# Natasha Pulley

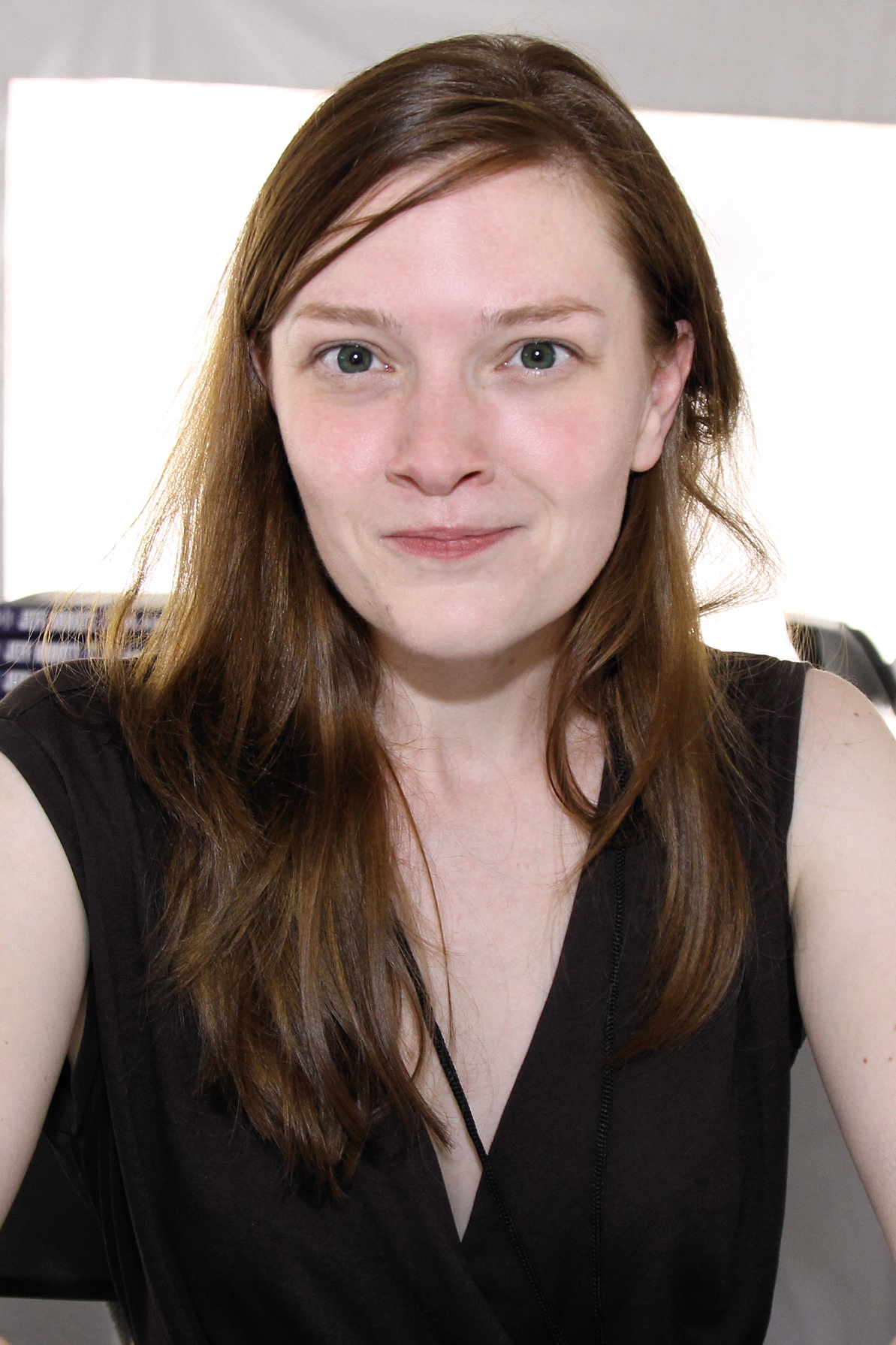
Natasha Pulley (2017)

Natasha Pulley (geboren am 4. Dezember 1988 in Cambridge) ist eine britische Autorin. Am bekanntesten ist ihr Debütroman The Watchmaker of Filigree Street, zu Deutsch Der Uhrmacher in der Filigree Street, der mit dem Betty Trask Award ausgezeichnet wurde.

## Leben
Sie studierte am Soham Village College des New College (Oxford) und an der University of East Anglia, welche sie mit einem Master in Creative Writing (Prose Fiction) 2012 verließ. Sie lebte unter anderem in Japan als Daiwa-Stipendiatin, in China und Chile. Derzeit (2022) ist sie unter anderem Lehrbeauftragte an den Universitäten von Bath und Cambridge.

## Werke
Ihr Debütroman The Watchmaker of Filigree Street wurde 2015 veröffentlicht, er spielt im viktorianischen London. Der Roman wurde 2016 mit dem Betty Trask Award ausgezeichnet. Die deutsche Übersetzung erschien am 18. September 2021 bei Klett-Cotta unter dem Titel Der Uhrmacher in der Filigree Street und wurde von Jochen Schwarzer übersetzt. Ihr zweiter Roman, The Bedlam Stacks, wurde 2017 veröffentlicht,  und ihr drittes Buch, The Lost Future of Pepperharrow, wurde 2019 in Großbritannien veröffentlicht. Die deutsche Übersetzung erschien am 14. Oktober 2023 unter dem Titel Die verlorene Zukunft von Pepperharrow und wurde von Jochen Schwarzer übersetzt.
Alle drei spielen im selben fiktiven Universum.
Pulleys viertes Buch, die alternative Geschichte The Kingdoms, wurde im Mai 2021 veröffentlicht, deutscher Titel Der Leuchtturm an der Schwelle der Zeit. Im Juni 2022 erschien ihr fünftes Buch, The Half Life of Valery K.

## Bibliografie

### Uhrmacher / Watchmaker
- The Watchmaker of Filigree Street. Bloomsbury Publishing, London / New York 2015, ISBN 978-1-4088-5431-0.
  - Deutsch: Der Uhrmacher in der Filigree Street. Übersetzer: Jochen Schwarzer. Klett-Cotta Verlag, Stuttgart 2021, ISBN 978-3-608-98475-0.
- The Bedlam Stacks. Bloomsbury Publishing, London / New York 2017, ISBN 978-1-4088-7847-7
- The Lost Future of Pepperharrow. Bloomsbury Publishing, London / New York 2020, ISBN 978-1-4088-8514-7.
  - Deutsch: Die verlorene Zukunft von Pepperharrow. Übersetzer: Jochen Schwarzer. Klett-Cotta Verlag, Stuttgart 2023, ISBN 978-3-608-98729-4.

### Weitere Romane
- The Kingdoms. Bloomsbury Publishing, London / New York 2021, ISBN 978-1-5266-2315-7.
  - Deutsch: Der Leuchtturm an der Schwelle der Zeit. Übersetzer: Jochen Schwarzer. Klett-Cotta Verlag, Stuttgart 2022, ISBN 978-3-608-98636-5.
- The Half Life of Valery K. Bloomsbury Publishing, London / New York 2022, ISBN 978-1-4088-8521-5.

### Sammlungen
- The Haunting Season: Ghostly Tales for Long Winter Nights. Pegasus Books (2021) von Natasha Pulley, Elizabeth Macneal, Andrew Hurley und anderen. ISBN 978-1-64313-797-1.